# Kreuzauffindungskapelle (Teplice)

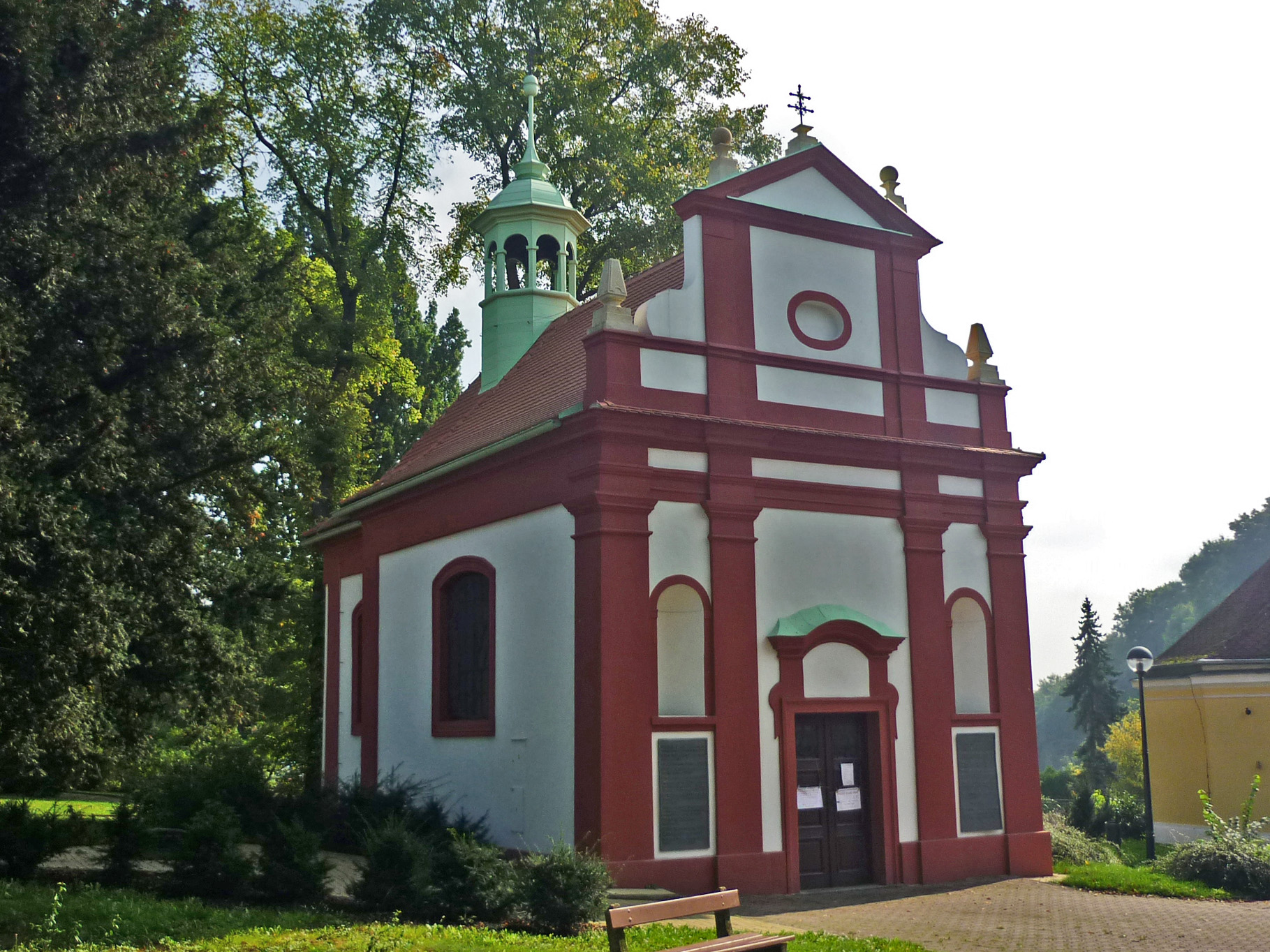
Seume-Kapelle

Die römisch-katholische Kreuzauffindungskapelle (zumeist Seume-Kapelle genannt) in Teplice ist ein kleiner Sakralbau im Seumepark in der Lipovastraße. Unweit von ihr liegt das Grab von Johann Gottfried Seume, der 1810 hier starb. Die Kapelle ist im barocken Stil errichtet. Ähnliche Vorbilder finden sich zahlreich in Italien. An der Kapelle sind 1913 für eine Reihe von Persönlichkeiten zwei Gedenktafeln angebracht worden.
Es wurde in den Jahren 1728 bis 1730 vom Teplitzer Baumeister Christian Lagler errichtet. Ursprünglich war es Friedhofskapelle, bevor der Friedhof 1863 in einen Park umgewandelt wurde. Nach dem Zweiten Weltkrieg diente die Kapelle als Depot für das Teplitzer Museum.
Die Kapelle steht auf der Liste der denkmalgeschützten Objekte in Teplice.